# Carinaria cristata
Carinaria cristata är en snäckart som först beskrevs av Carl von Linné 1767.  Carinaria cristata ingår i släktet Carinaria och familjen Carinariidae. Inga underarter finns listade i Catalogue of Life.